# オンニ・コッコ
オンニ・ヴァルデマール・コッコ（Onni Valdemar Kokko、1904年3月4日 - 1918年4月22日）は、フィンランドの少年兵。フィンランド内戦の折、白衛軍の一員として戦ったが、わずか14歳で戦死した。
開戦後まもなくして、コッコはリミンカ義勇軍の一員としてポフヤンマーに派遣される。その後、リミンカ義勇軍はオウルの戦いに参加した。一時は赤衛軍の捕虜となったが、脱走に成功している。その勇敢さから、コッコはまもなくしてオスカル・ペルトカンガス中尉の副官に選ばれている。その後、ペルトカンガスとコッコは共にトルニオ、ビルップラ、ルオベシなどの激戦に参加した。
1918年3月25日、タンペレの戦いの折、コッコは赤衛軍の兵士に狙撃され重傷を負った。すぐにヴァーサに設置されていた白衛軍の野戦病院に運び込まれたが、4月22日に負傷が元で死亡した。彼の遺体はヴァーサの英雄墓地に埋葬された。なお戦死の直前、白衛軍総司令官カール・グスタフ・エミール・マンネルヘイム将軍はコッコに対する四級自由十字章(IV luokan vapaudenristin)の授与を決定していた。現在まで、コッコは史上最年少の自由十字章受章者である。
その後、オンニ・コッコの名は白衛軍における一種の伝説として語り継がれた。彼の写真で特に知られているのは、小銃を手に直立の姿勢をとっている写真と、死の直前に野戦病院のベッドで撮影された写真の2つである。ヴァーサのパロサーリには彼の名に因むオンニ・コッコ通り(Onni Kokon tie)がある.。1920年、スウェーデン系フィンランド人の作家ヤール・ヘメルは、コッコを題材にした小説『Onni Kokko』を発表した。翌年にはラウリ・イコセン(Lauri Ikosen)によるフィンランド語翻訳版が『Onni Kalpa』として出版された。